# Youssef Ahmed Ahmed
Youssef Ahmed Ahmed, peintre égyptien, médaillé de bronze en peinture aux Jeux de la Francophonie 2017.

## Biographie
Youssef Ahmed Ahmed a fait des études dans les domaines de l’art et le design, il est diplômé de la faculté des Beaux-Arts de l’Université d’Helwan, département Graphique. Il a remporté la médaille de bronze aux Jeux de la Francophonie qui a été organisé à Abidjan (Côte d’Ivoire) en 2017.

## Expositions
- 2015, Centre d’Art du Caire, au Musée Islamique.
- 2016, à la Galerie Dai pour les Jeunes Arabes.
- Quatrième Exposition Nationale des Arts Graphiques du Caire.

### Jeux de la Francophonie 2017
- 21 juillet 2017, à la Bibliothèque nationale de Côte d’Ivoire.
- 27 juillet 2017, au Musée des civilisations de Côte d’Ivoire.

## Distinctions
- Prix Sharjat pour la création artistique dans le domaine du dessin.